# Max Tonetto
Max Tonetto (Triëst, 18 november 1974) is een Italiaans ex- voetballer die in 2010 stopte. Hij speelde de laatste vier seizoenen van zijn carrière bij het Italiaanse AS Roma.